# Кокораштиј Каплиј (Прахова)
Кокораштиј Каплиј (рум. Cocorăștii Caplii) насеље је у Румунији у округу Прахова у општини Магурени. Oпштина се налази на надморској висини од 366 m.

## Становништво
Према подацима из 2002. године у насељу је живело 859 становника, од којих су сви румунске националности.